# Piloshelm

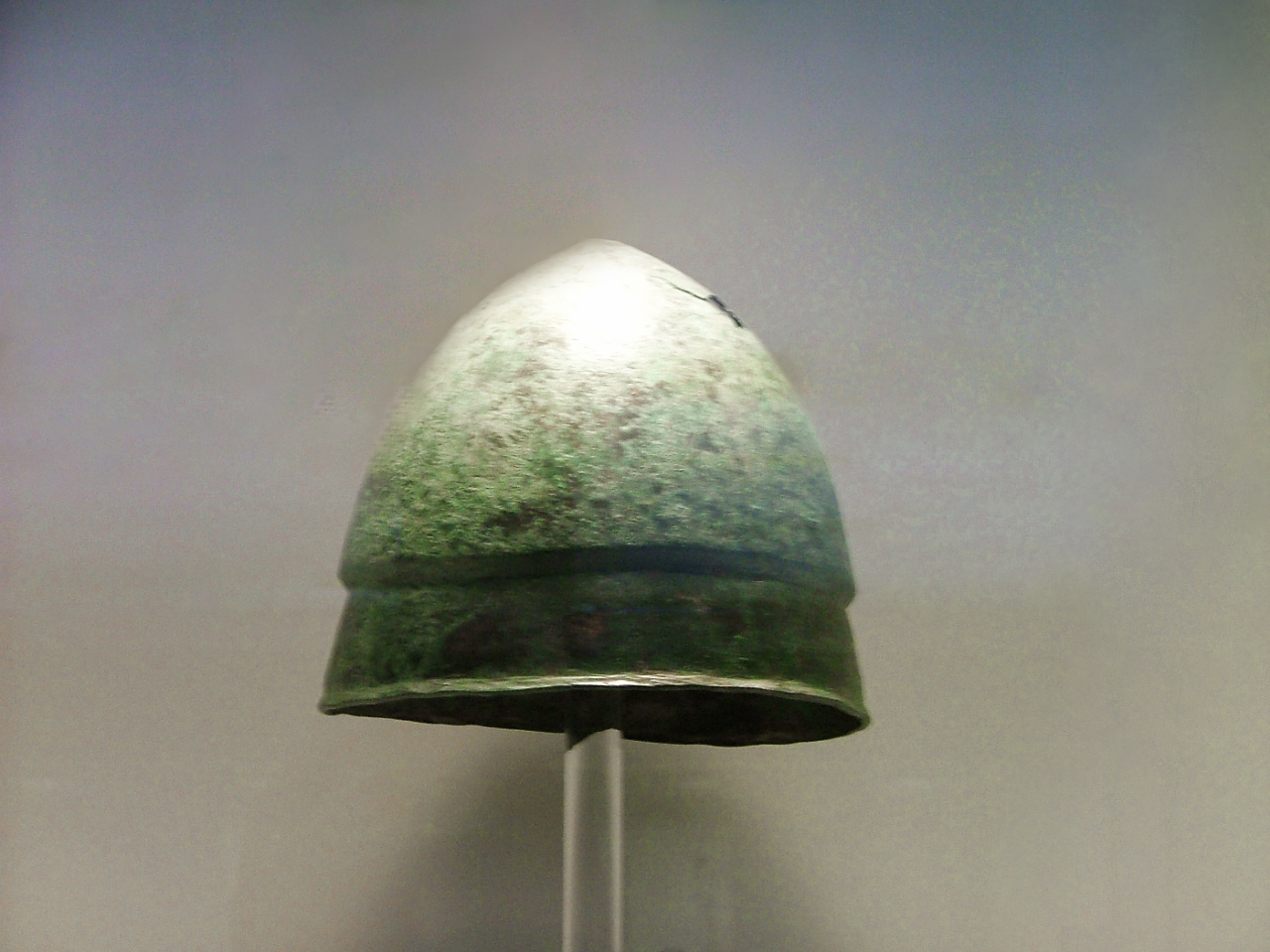
Einfacher griechischer Piloshelm

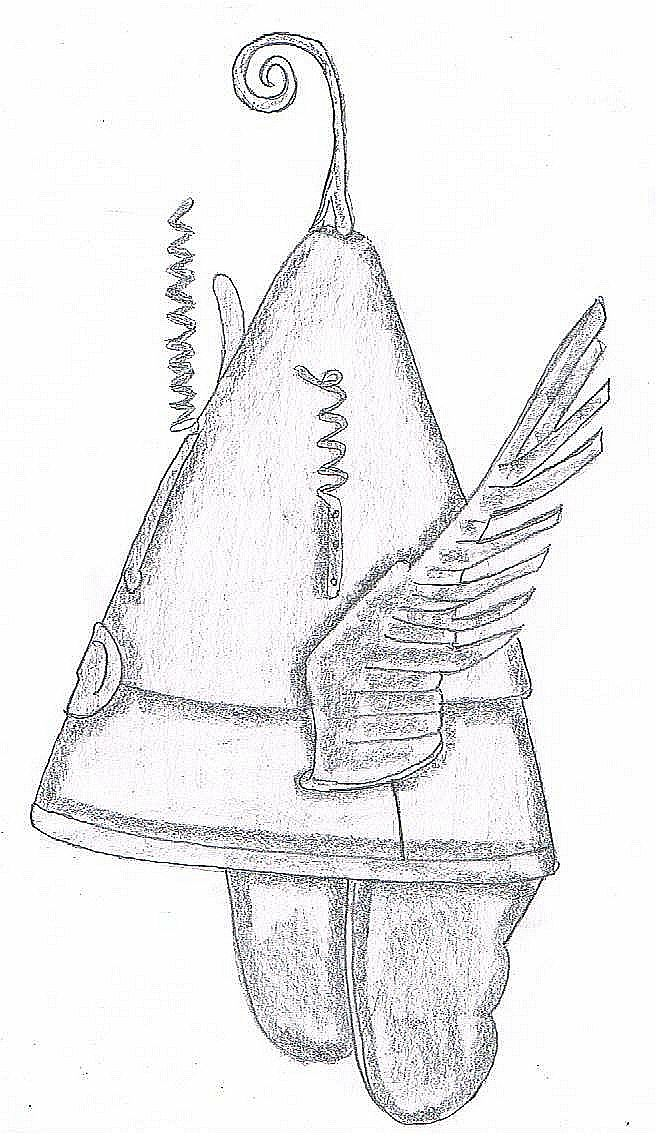
Reich verzierter italischer Piloshelm

Der Piloshelm (auch Pilos-Helm oder Konoshelm) ist ein Helm aus der Zeit des antiken Griechenlands. Er hat eine konische Form und verfügt über keine abstehende Krempe, jedoch oft über einen abgesetzten Rand. Das ursprüngliche Material war Filz, später wurden die Helme in gleicher Form in Bronze ausgeführt. Die Helme konnten über Wangenklappen sowie verschiedene Verzierungen verfügen.
Die spartanischen Hopliten nutzen lange Zeit den schweren korinthischen Helm, der auch den Großteil des Gesichtes schützte, aber auch die Sicht und Hörfähigkeit einschränkte. Mitte des 5. Jahrhunderts v. Chr. veränderte sich die spartanische Kampftaktik; die Soldaten mussten durch Trompetensignale angekündigte komplexe Manöver durchführen. Diese Kampftaktik erforderte leichtere, nicht einschränkende Ausrüstung. Die Bezeichnung des Helmes stammt von der Filzkappe Pileus/Pilos, welche die gleiche Form hat und wahrscheinlich auch unter diesem Helm getragen wurde. Sehr wahrscheinlich wurden die Piloi sowohl aus dickem Filz als auch Bronze als Schutzwaffen genutzt; teilweise von den Hopliten selber, teilweise von ihren Hilfstruppen, während die Hopliten gleichzeitig Piloshelme in Bronze trugen.
Der Helm wurde von verschiedenen Kulturen innerhalb und außerhalb des Peloponnesischen Bundes kopiert, darunter auch von Karthago und Makedonien.